# Panicum hygrocharis
Panicum hygrocharis är en gräsart som beskrevs av Ernst Gottlieb von Steudel. Panicum hygrocharis ingår i släktet vipphirser, och familjen gräs. Inga underarter finns listade i Catalogue of Life.